# 绥江大桥
四会绥江大桥，是中国广东省肇庆四会市一条改造中公路桥梁，横跨绥江连接四会市东城街道与四会市贞山街道姚沙围。是当地第一条跨绥江桥梁。由旧桥（俗称“独岗桥）”和新桥（俗称“新绥江大桥”）双桥组成。由于旧桥是改革开放初期建造，桥梁承载设计落后，已远远满足不了现代经济发展形势。从2012年起，四会独岗桥已被交通部门论定为危桥，并在桥梁两端入口设置限载限宽路障。后决定建造新桥并拆除旧桥原址改造的方式进行扩桥改造。新建的绥江大桥于2013年5月开建，已于2015年7月3日通车。

## 工程设计
新绥江大桥按照城市主干道设计建设，路线长约990米，其中桥梁长340.37米，引道长649.63米。桥宽13.75米，采用变截面连续梁结构，项目投资7500多万元。新桥实行双向行驶，旧桥则实行由四会城区往贞山方向通行，限高2.5米。

## 桥梁历史
1981年，独岗桥（旧桥）建成通车。
2009年，实施实施限载、限宽的管制措施。
2012年，被鉴定为“危桥”，同年展开新桥建设进程，
2012年4月，开展环评工作。
2012年5月，人大代表建议建设新桥。
2012年11月，新桥勘察设计招标，北京特希达交通勘察设计院有限公司中标。
2013年1月，新桥监理招标，肇庆市兆业工程建设监理有限公司中标。
2013年1月，新桥施工总承包招标。
2015年7月1日，新桥通车。